# San Mateo (Quetzaltenango)
San Mateo – niewielka miejscowość w Gwatemali, w departamencie Quetzaltenango, położone około 10 km na zachód od stolicy departamentu miasta Quetzaltenango. Miasto leży w górach Sierra Madre de Chiapas, na wysokości 2476 m n.p.m. Jest zamieszkane przez ludność tubylczą posługująca się językiem mam oraz językiem kicze. Według danych szacunkowych w 2012 roku miejscowość liczyła 8 888 mieszkańców.

## Gmina San Mateo
Jest siedzibą władz gminy o tej samej nazwie, która jest jedną z 24 gmin w departamencie. Gmina została założona w 1883 roku. Według danych urzędu statystycznego w 2012 roku liczyła 10 341 mieszkańców.
Gmina jak na warunki Gwatemali jest bardzo mała, a jej powierzchnia obejmuje zaledwie 20 km². Ludność gminy utrzymuje się głównie z uprawy roli (39%), usług (11%), hodowli zwierząt i rzemiosła artystycznego. W rolnictwie dominuje uprawa ziemniaków (44%), kalafiora (38%) i kukurydzy (16,5%) a w hodowli bydła mięsnego.
Klimat gminy jest równikowy, według klasyfikacji Wladimira Köppena, należy do klimatów tropikalnych monsunowych (Am), z wyraźną porą deszczową występującą od maja do października. Roczne opady zawierają się w przedziale pomiędzy 1000 a 3000 mm, natomiast średnia wieloletnia wynosi 1566 mm. Ze względu na wyniesienie nad poziom morza amplituda temperatur jest duża, minimalna temperatura oscyluje w granicach 5,8–21,7 °C. Średnioroczna temperatura wynosi około 14,5 °C.